# Pfullingen
Pfullingen er en by i distriktet Reutlingen, Baden-Württemberg, Tyskland. Den ligger 3 km sydøst for byen Reutlingen ved foden af Schwäbische Alb i dalen omkring den lille flod Echaz. Pfullingen med omkring 18.000 indbyggere er kendt for i nogle år i begyndelsen af 2000'erne at have haft et herrehold i håndboldbundesligaen. Desuden er den kendt for sit udsigttårn, Schönbergturm og for at have en fodgængerfacilitet kaldet peoplemover.

## Historie
Pfullingen kendes første gang i historien fra Otto den Store i 937. Byen mistede sine byprivilegier i slutningen af det 14. århundrede til Reutlingen, og byen blev indtaget og ødelagt.
I 1250 blev der grundlagt et clarisserkloster af en frøken Mechtild und Irmel. Kejseren gav klosteret særlige privilegier og udstrakt frihed. Efter reformationen blev klosteret nedlagt og ødelagt, og i 1793 blev ruinerne efter det fuldstændig fjernet.
I 1487 solgte den sidste adelsmand i Pfullingen, Caspar Remp, alle sine ejendomme til Eberhard 1. af Württemberg, hvorved en stor del af området kom til at høre under Württemberg. Under trediveårskrigen var Pfullingen i en periode (1635-1648, med korte afbrydelser) det administrative hovedkvarter for en gren af Vorderösterreich, hvor en østrigsk herre sad på slottet. Det blev angrebet af Konrad Widerholt, der var herre over Württemberg, og slottet blev slemt beskadiget. Med den westfalske fred kom Pfullingen tilbage til Württemberg. I 1699 fik byen igen egne byprivilegier, men faldt igen i 1806 til Oberamt Reutlingen.
Som følge af Echaz-flodens vandkraft var det tidligt muligt at gennemføre en industrialisering. Så tidligt som i 1830 fandtes der 22 vandmaskiner, og det tidligere altdominerende landbrugserhverv, herunder vindyrkning, faldt drastisk i betydning.

## Kultur
Idrætsklubben VfL Pfullingen, der var grundlagt i 1862, har 15 afdelinger. Klubbens herrehåndboldafdeling oplevede sin storhedstid i perioden 2002-2006, hvor holdet spillede i Bundesligaen, det sidste af årene dog under navnet VfL Pfullingen/Stuttgart. I juni 2006 måtte klubben dog se sig insolvent og blev tvangsnedrykket. Med fokus på ungdomsarbejdet er klubben igen på vej op gennem rækkerne.
I byen findes også en skytteklub med rødder tilbage til 1522.

## Kendte personer fra byen
Født i byen
- Wolfgang af Regensburg, munk og biskop af Regensburg
- Konrad 1. af Pfullingen, ærkebiskop af Trier

Betydeligt virke i byen
- Fritz Ketz, maler og grafiker